# 乔瓦尼·法内洛
乔瓦尼·法内洛（義大利語：Giovanni Fanello，1939年2月21日—），意大利男子足球运动员，司职前锋。他曾代表意大利国奥队参加1960年夏季奥林匹克运动会足球比赛，获得第四名。